# Viluppuram
Viluppuram (en tamil: விழுப்புரம் ) es una localidad de la India capital del distrito de Viluppuram, estado de Tamil Nadu.

## Geografía
Se encuentra a una altitud de 41 m.s.m. a 154 km de la capital estatal, Chennai, en la zona horaria UTC +5:30.

## Demografía
Según estimación 2010 contaba con una población de 99 135 habitantes.